# Taraxacum raunkiaerii
Taraxacum raunkiaerii là một loài thực vật có hoa trong họ Cúc. Loài này được Wiinst. miêu tả khoa học đầu tiên năm 1934.